# Сонні Стівенс
Сонні Стівенс (нід. Sonny Stevens нар. 22 червня 1992) — нідерландський професійний футболіст, воротар.

## Кар'єра
Раніше він грав захищав кольори команд «Волендам», «Твенте», «Гоу Егед Іглз» і «СК Камбюр».
30 червня 2022 року Стівенс залишив «Камбур» після закінчення терміну контракту після того, як не вдалося домовитися про продовження.
10 серпня 2022 року Стівенс підписав дворічний контракт з грецьким клубом ОФІ.